# Melvin Calvin
Melvin Calvin (Saint Paul (Minnesota), 8 april 1911 – Berkeley (Californië), 8 januari 1997) was een Amerikaans ingenieur en scheikundige die samen met Andrew Benson en James Bassham de Calvincyclus heeft ontdekt. In 1961 werd hem hiervoor de Nobelprijs voor de Scheikunde toegekend.

## Biografie
Calvin was de zoon van joodse immigranten uit Rusland. Zijn vader was een Litouwer en zijn moeder kwam uit Georgië. Calvin behaalde in 1931 zijn ingenieurstitel aan het Michigan College of Mining and Technology dat tegenwoordig de Michigan Technological University heet. In 1935 promoveerde hij aan de Universiteit van Minnesota. Hierna deed hij vier jaar lang postdoctoraal werk aan de Universiteit van Manchester. In 1942 trouwde hij met Genevieve Jemtegaard. Het koppel kreeg twee dochters. Elin en Karole, en een zoon, Noel.
In 1937 vervoegde Calvin de Universiteit van Californië - Berkeley.  Vanaf 1946 werd hij directeur van de biochemische groep van het Lawrence Radiation Laboratory en in 1947 werd hij hoogleraar in de chemie benoemd aan de Universiteit van California. In 1963 werd hij tevens benoemd tot hoogleraar moleculaire biologie.  Vanaf 1971 tot 1980 was hij directeur van het Laboratory of Chemical Biodynamics.
Met behulp van de isotoop koolstof-14 wist Calvin en zijn team in 1954 het hele proces van koolfstoftransport vanaf de absorptie van koolstofdioxide uit de lucht tot de conversie in koolhydraten en andere organische verbindingen tijdens de fotosynthese vast te leggen. Calvin toonde aan dat chlorofyl in een plant zorgt voor de aanmaak van organische verbindingen en niet koolstofdioxide zoals eerder werd aangenomen. Tevens deed hij ook onderzoek naar het gebruik van oliën uit oliehoudende planten als alternatieve brandstof. In 1969 publiceerde hij een werk over de chemische evolutie. Tevens deed hij onderzoek naar organische geochemie, chemische carcinogenese en de analyse van maanstenen.
Calvin ontving de National Medal of Science in 1989, de Priestley Medal (1978) van de American Chemical Society, de Davy-medaille (1964) van de Royal Society of London en de Gold Medal (1979) van het American Institute of Chemists.

## Werk
- Isotopic carbon (1949)
- The chemistry of the metal chelate compounds (met A.E. Martell, 1952)
- The path of carbon in photo synthesis (met J.A. Bassham, 1957)
- Photo synthesis of carbon compounds (1962; met J.A. Bassham)
- Chemical evolution (1961)
- Chemical evolution: molecular evolution towards the origin of living systems on the earth and elsewhere (1969)
- Physics in perspective (3 dln., 1972–1973)
- Foundations of space biology (1975)